# Henri Laborit
Henri Laborit (Hanói, 21 de noviembre de 1914 - París, 18 de mayo de 1995) fue un biólogo, médico militar, etólogo y psicólogo francés.
Individualmente o en equipo, realizó diversos estudios y descubrimientos médicos, trabajando en la experimentación biológica de los tranquilizantes, al tiempo que desarrollaba técnicas depuradas de hibernación artificial.
Dio su verdadera importancia a la neuroglía y al conjunto de células gliales. Se considera que Laborit fue el primero en sintetizar la GHB para el estudio del neurotransmisor GABA. También fue pionero en el estudio de los radicales libres.

## Biografía
Hijo de un médico de la marina francesa, Laborit estudió medicina y tras finalizar sus estudios universitarios se hizo cirujano de la marina francesa. Luego devino en investigador en diversas ramas de la ciencia, especialmente en la llamada "etología humana", en la eutonología y en el estudio de los psicotrópicos con fines terapéuticos.
Durante la Segunda Guerra Mundial alcanzó notoriedad en el campo de la medicina por el empleo con éxito de la clorpromazina en las operaciones quirúrgicas.
Desde 1958 a 1983, dirigió la revista "Agressologie".
Socialmente se comunicaba tanto con políticos conocidos como con ciudadanos anónimos y comunes, incluso con encarcelados. Fue conocido por su carácter bastante curioso, inconformista y controversial. Pese a ser considerado un "progresista", demostró ese carácter en la imprevista defensa de la revista "Planéte" que hizo en los 1960 ante los ataques de la Unión Racionalista francesa.).
Se trataba de una publicación cuasi "neoerista" (de la Nueva era) que llegó a tener fama mundial. En ella se mezclaban genuinos aportes científicos -de un modo muy vulgarizado- con pseudociencias). Del mismo modo ha sido criticado por su forma de defender las masacres de la Vendée ocurridas durante la Revolución francesa. Participó en el comité directivo del Instituto de Semántica General de Lakeville. Sin embargo, nunca se dejó encasillar en un determinado movimiento del cual hubiera participado.
Con su libro Nueva Grilla dio a conocer sus opiniones respecto al comportamiento humano. Aunque Laborit no es fácilmente etiquetable entre los "posmos", esto sucedía con posterioridad a mayo de 1968 y el inicio del postmodernismo, en un ambiente cultural favorable al de las ideas que allí expone.

### Cronología
- 1951, describió la hibernación artificial en el ser humano.

- 1952 estudió el uso de la clorpromazina en psiquiatría como uno de los primeros neurolépticos para tratar la esquizofrenia.

- 1957 recibió el premio Lasker de Investigación Médica, considerado el Nobel estadounidense, por sus aportaciones en el estudio de los síndromes fisiopatológicos, anestesia y reanimación.

- 1958 creó el laboratorio de eutonología del hospital Boucicaut en París, Francia.

- 1967, recibió el título de oficial de la Legión de Honor de la República Francesa.

- 1969 los estudiantes de la carrera de urbanismo de la Universidad de Vincennes le invitaron a que diera seminarios referidos a biología y urbanismo. Dictó tales seminarios hasta 1974.

- Entre 1978 y 1983 fue profesor invitado de bio-psico-farmacología de la Universidad de Quebec en Montreal, Canadá.

- 1980 se hizo más conocido para el gran público al ser uno de los protagonistas del film "Mi tío de América" {en francés: "Mon oncle d'Amérique"}, dirigido por Alain Resnais. En él se recrean las observaciones del científico en el comportamiento de las ratas y su réplica en los seres humanos. Este film obtuvo el premio especial del jurado del Festival de Cannes en 1980 y además se le otorgó el Premio Anokhin de la Academia de Ciencias de Rusia, de Moscú en 1981, etc.

## Síntesis de sus ideas en relación con el comportamiento humano
Laborit hace estudios principalmente etológicos que luego extiende a la psicología humana. En esto tiene mucho en común con Konrad Lorenz.
En la teorización realizada por Laborit, se observa una singular, casi síntesis de elementos, frecuentemente, muy distanciados: etología, reflexología y psicoanálisis.
Como otros investigadores del psiquismo, a través de la neurología entiende al cerebro dividido por razones de filogénesis en tres secciones. Una manifiestamente arcaica (arquiencéfálo), que tiene su principal "interés" en las actividades de supervivencia del individuo (por ejemplo: alimentarse).
Otra (paleoencéfalo), también primitiva, aunque algo más moderna. Posee patrones conductuales más elaborados los cuales posibilitan la formación de sociedades. Las sociedades animales existen para facilitar la supervivencia de los individuos pero a cambio -paradójicamente- los individuos deben sacrificarse por sus sociedades.
La parte más moderna del cerebro humano (el neocórtex), opina Laborit, es la parte en la cual se da la consciencia.
Pero, para Laborit la conciencia no es más que un dispositivo que "explica" (racionaliza) las conductas instintivas-inconscientes; ya que en opinión de Laborit, cada individuo humano recibe un "aprendizaje" (en inglés: learning) mediante premios e inhibiciones. Al individuo se "le educan sus neuronas" para "racionalizar" su inconsciente. Para que el individuo dé una explicación verosímil de sus conductas y actitudes determinadas y dominadas principalmente por el inconsciente. El inconsciente es un factor dominado genéticamente. Esta es una gran diferencia respecto a Freud o a Lacan, para quienes lo que domina inconscientemente es lo internalizado desde la sociedad. Aunque, sin dudas, el inconsciente tiene una base genética e instintiva. Tal aprendizaje es impuesto según las conveniencias del grupo en el cual existe el individuo (y sujeto). Se supone que tal aprendizaje favorecerá al grupo antes que a cada uno de sus individuos por separado.
Como una de sus explicaciones de la actividad inconsciente, Laborit observa, en los vertebrados, tres rasgos conductuales típicos:
1. Búsqueda. De alimento, de pareja para procrear etc.;
2. Gratificación. Si en la búsqueda el individuo ha tenido una sensación placentera el individuo persistirá con la conducta que le ha gratificado;
3. Inhibición. Si en la búsqueda, el individuo encuentra algo displacentero, se produce una inhibición (y un estrés) con las opciones de huida o agresión (en inglés: fight or flight). Para Laborit, es en este punto que la angustia sobreviene ante aquello que el individuo es incapaz de controlar o dominar.

Así, de modo instintivo-inconsciente, cada individuo busca una situación o estatus dominante en la sociedad. Laborit dice expresamente: "el individuo en sociedad busca dominar al otro". Más aún, según Laborit, la "educación" (en realidad el aprendizaje) acicatea para que el individuo adquiera estrategias de dominación. Muchas de tales estrategias pueden parecer todo lo opuesto a la dominación. Por ejemplo, la actitud de un adulón. Según Laborit, es la dominación y explotación del otro para la supervivencia del conjunto social; porque al triunfar la estrategia de dominio más eficaz, el grupo social logra mayores capacidades de supervivencia.
De sus experimentos con cobayos, Laborit saca las siguientes conclusiones, que extrapola al psiquismo humano:
1. Ante una situación displacentera un cobayo huirá o intentará controlarla.
2. Si el cobayo no puede ni huir ni dominar la situación distresante, el estrés negativo (o distrés) le provocará somatizaciones (o afecciones psicosomáticas) y al animal le bajarán las defensas del sistema inmunitario hasta que probablemente muera como consecuencia de las afecciones de origen psicosomático o por el "suicidio". Valgan las comillas, ya que el suicidio es instigado.
3. En cambio, si dos cobayos están en la misma situación, la "autoagresión" (baja de las defensas, conductas "suicidas" etc.) tiende a atenuarse al compensar el displacer con el desvío de la agresión hacia el otro. Aquí, según Laborit, también se observa una explicación a la agresión.

Henri Laborit dejó escritos más de 30 libros, que fueron traducidos a varios idiomas.
*:Libro llamado en francés Nouvelle Grille; la acepción más frecuente de la palabra francesa grille es 'grilla', 'reja', pero también significa 'trampa', 'celada'.